# کیتا ماکیاوچی
کیتا ماکیاوچی (ژاپنی: 牧内 慶太؛ زادهٔ ۲۴ ژوئیهٔ ۱۹۹۰) یک بازیکن فوتبال اهل ژاپن است.
از باشگاه‌هایی که در آن بازی کرده‌است می‌توان به باشگاه فوتبال بلاوبلیتز آکیتا و باشگاه فوتبال ساگامیهارا اشاره کرد.